# Zeynep Çamcı

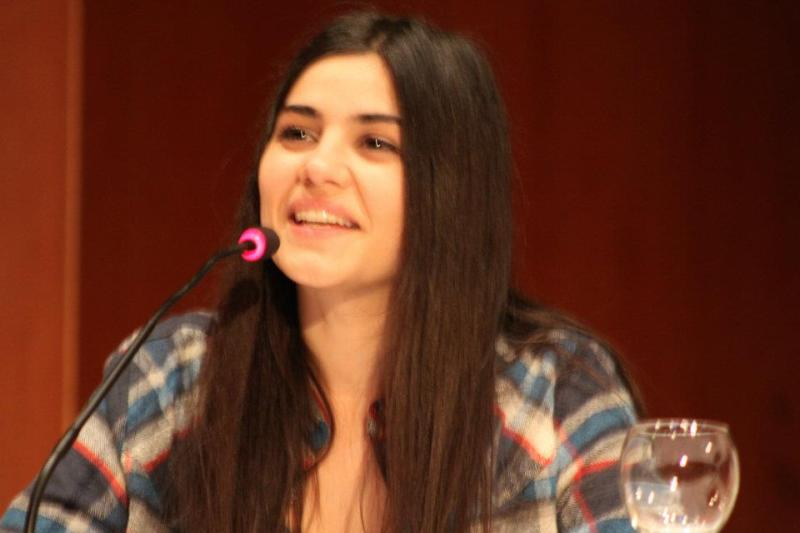
Zeynep Çamcı

Zeynep Çamcı (* 11. Dezember 1986 in Bodrum) ist eine türkische Schauspielerin. Sie gewann 2013 die Auszeichnung Filmfestival in Antalya als Beste Schauspielerin.

## Leben und Karriere
Çamcı studierte an der İstanbul Üniversitesi İletişim Fakültesi.  Ihr Debüt gab sie 2008 in der Fernsehserie Gece Gündüz. Ihre erste Hauptrolle bekam sie in dem Film Recep İvedik 3. Sie trat auch in dem Kurzfilm Güneşin Karanlığı. Außerdem spielte sie in der Serie Leyla ile Mecnun mit. Aufgrund der niedrigen Einschaltquote wurde die Serie eingestellt. Ihre nächste Hauptrolle bekam Çamcı 2013 in der Serie Beni Böyle Sev. Danach trat sie 2016 in Seviyor Sevmiyor auf. Sie spielte in dem Film Feride die Hauptrolle, der am 24. Januar 2020 in den türkischen Kinos kam.

## Filmografie
Filme
- 2008: Recep İvedik 2
- 2009: Güneşin Karanlığı
- 2009: Recep İvedik 3
- 2013: Meryem
- 2014: Deliha
- 2018: Gerçek Kesit: Manyak
- 2020: Feride

Serien
- 2008: Gece Gündüz
- 2011–2013: Leyla ile Mecnun
- 2012: Adını Feriha Koydum: Emir'in Yolu
- 2012: Canımın İçi
- 2013–2015: Beni Böyle Sev
- 2015: Eğlendirme Dairesi
- 2016–2017: Seviyor Sevmiyor
- 2017: Kara Yazı
- 2018: Adı: Zehra
- 2020: Terapist
- 2021: Adım Başı Kafe